# Grand Prix Aspendos
Le Grand Prix Aspendos est une course cycliste disputée sur une journée autour de la ville d'Antalya, au sud-ouest de la Turquie. Créée en 2023, cette compétition fait partie du calendrier de l'UCI Europe Tour en catégorie 1.2.

## Palmarès
| Année | Vainqueur        | Deuxième     | Troisième       |
| ----- | ---------------- | ------------ | --------------- |
| 2023  | Yegor Strelnikov | Burak Abay   | Ahmet Örken     |
| 2024  | Pas organisé     | Pas organisé | Pas organisé    |
| 2025  | Gerard Ledesma   | Samet Bulut  | Benjamín Prades |